# Joseph Victor Audoy
Joseph-Victor Audoy, né le 9 mai 1782 à Lavaur (Tarn), mort le 25 novembre 1871 à Saint-Lieux-lès-Lavaur, au Château des Cambards (Tarn), est un général, officier du génie et homme politique français,.

## Biographie
Fils de Pierre Séverin Audoy (premier maire de Lavaur lors de la révolution française entre 1789 et 1792 et député à l’Assemblée nationale législative entre le 28 juin 1791 et juillet 1792) et de Marie Henriette Lucile Pétronille de Clausade de Riols de Mazieu, Joseph-Victor Audoÿ naît le 9 mai 1782 à Lavaur dans le Tarn. Il est le second enfant d’une fratrie de quatre enfants.
Il étudie à l’École polytechnique de Paris (il est ainsi le premier polytechnicien tarnais), et en sort en 1804 dans le génie,.

### Guerres napoléoniennes
Audoy devient aide-de-camp du lieutenant-général Joseph, vicomte de Rogniat. Il sert ainsi à l'armée d'Espagne de 1810 à 1812. Promu capitaine au corps du génie militaire de l'armée d'Aragon, il participe aux sièges de Lérida, de Tortose, de Tarragone et de Valence et est fait Chevalier de la Légion d'honneur le 6 août 1810.
Au retour de la campagne de Russie (1812), promu chef de bataillon et ingénieur en chef au corps du génie militaire, Audoy fait la campagne de Saxe (1813) où il fortifie Dresde, puis participe en janvier 1814 la défense de Metz. Le 9 novembre 1814, il est promu officier de la Légion d'honneur. Le 18 juin 1815, il participe à la bataille de Waterloo, où il est blessé.

### Sous la Restauration
Rallié à la Restauration, il est nommé le 18 août 1819 par lettre royale du roi Louis XVIII, Chevalier de l'Ordre royal et militaire de Saint-Louis.

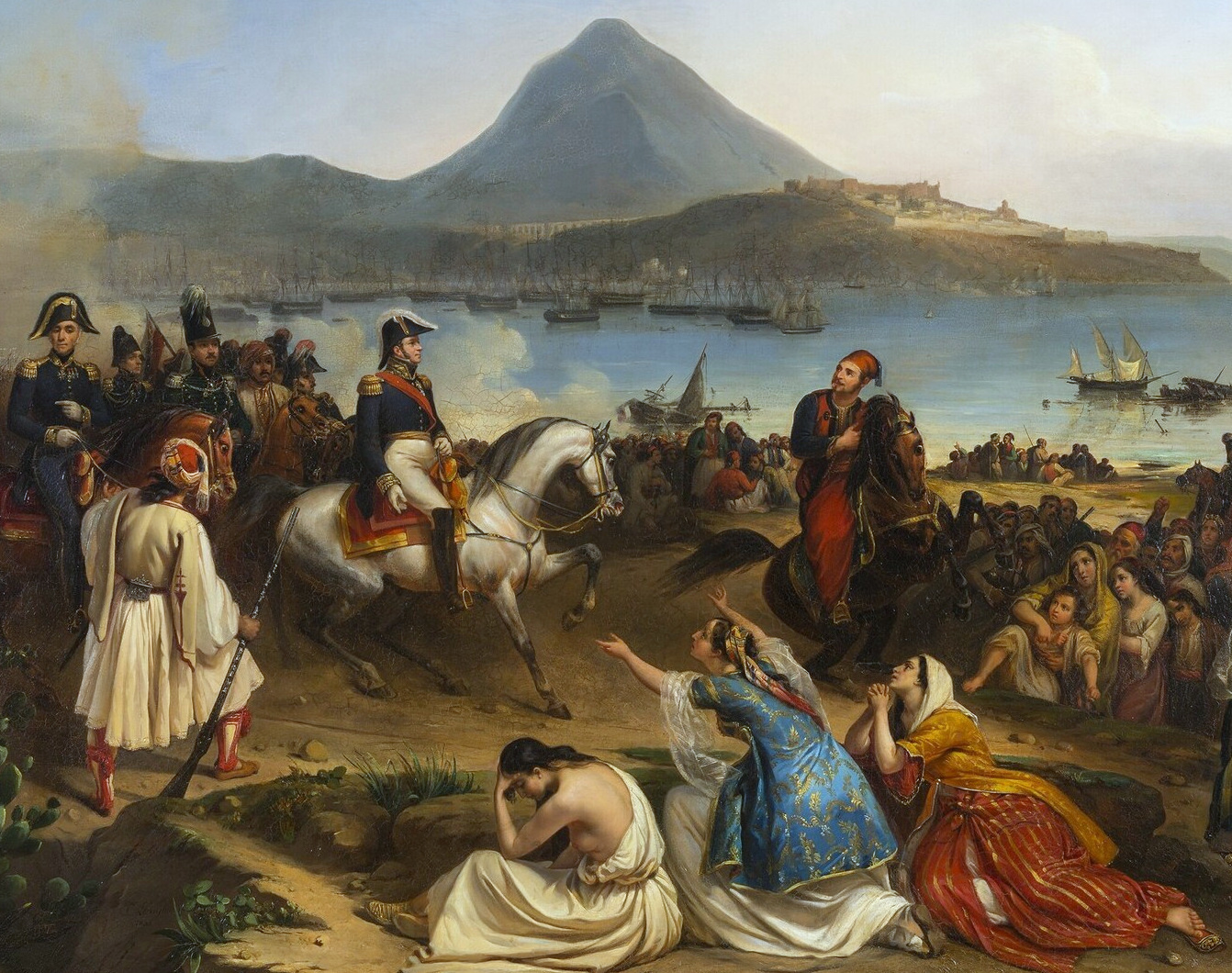
L’expédition française de Morée en 1828 (par Jean-Charles Langlois)

En septembre 1828, il participe ensuite en tant que lieutenant-colonel et commandant du génie, à l’expédition de Morée en Grèce, lors de la guerre d'indépendance grecque,,. Sous le commandement du maréchal Maison, Audoy libère à la tête des sapeurs du génie, les villes du Péloponnèse Navarin, Modon et Coron en octobre 1828, puis prend le « château de Morée » de Patras (le 30 octobre 1828) aux troupes d'occupation turco-égyptiennes d'Ibrahim Pacha. Au cours de cette campagne, le 22 février 1829 à Navarin, le roi Charles X le fait Commandeur de la Légion d’honneur.
À la suite d'un accord entre le maréchal Maison et le président du nouvel État grec indépendant Ioánnis Kapodístrias, le commandant des troupes du génie Audoy est chargé de nombreux travaux de réhabilitation du pays qui avait été lourdement saccagé par les troupes turco-égyptiennes d'Ibrahim Pacha. Il fait relever les fortifications des forteresses de Navarin et de Modon et fait construire des casernes (celle de Navarin est toujours en service aujourd'hui et abrite le nouveau musée archéologique de Pylos),,. Il fait bâtir des ponts, comme sur le fleuve Pamissos entre Navarin et Kalamata. La route entre Navarin et Modon, la première de la Grèce indépendante, est également construite. Enfin, de nombreuses améliorations sont apportées par les régiments français du génie aux villes du Péloponnèse (écoles, services de poste, imprimeries, ponts, places, fontaines, jardins, etc.),. Audoy est notamment chargé par le gouverneur de Grèce d’établir les premiers plans d'urbanisme de l'histoire moderne du pays. Il fait ainsi construire à partir d'octobre 1828 les villes nouvelles de Modon (l'actuelle Méthoni) et de Navarin (l'actuelle Pylos) à l’extérieur des murs des forteresses, sur le modèle des bastides françaises de la région du Tarn dont il est originaire (comme la place centrale de Pylos qui est bordée par des galeries en arcades ou couverts),. Il fait également édifier, entre décembre 1829 et février 1830, la célèbre école capodistrienne de Modon, qui porte son nom. Toutes ces villes se repeuplent alors rapidement et retrouvent leur activité d'avant-guerre. À son retour en France, le roi de Grèce Othon Ier confère par ordonnance royale à Audoy le titre de Commandeur de l'Ordre Royal du Sauveur, le 30 juillet 1835.

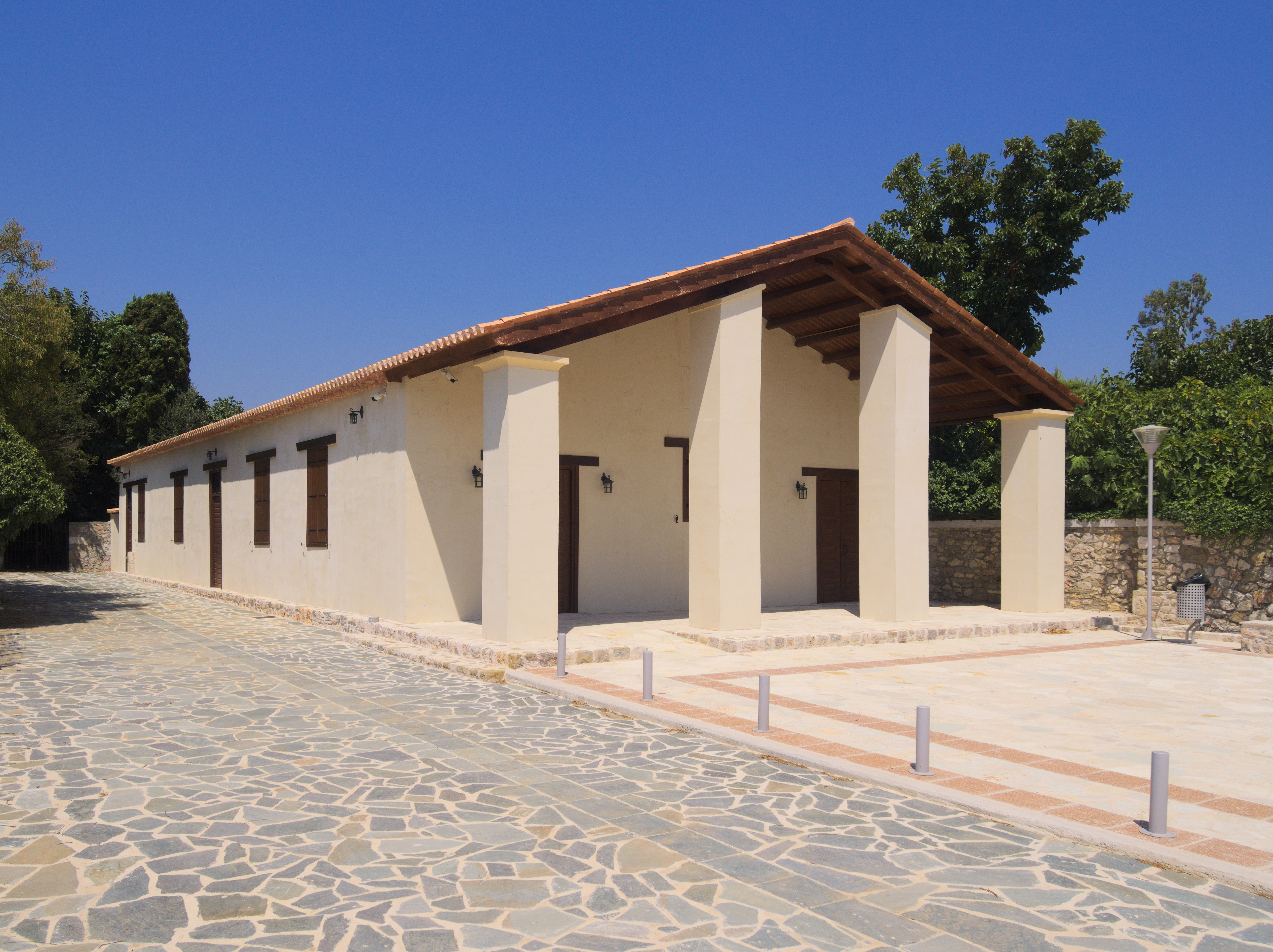
L'École Capodistrienne de Modon, construite en février 1830 sur des plans établis par le commandant du génie, le lieutenant-colonel Joseph-Victor Audoy.

Nommé par la suite colonel, il commande entre 1833 et 1838 le 1er régiment du génie à Metz. Il est ensuite promu général de brigade et inspecteur-général du génie en 1838, et devient directeur des fortifications à Amiens puis à Lille.
Il enseigne également à l’École d'application de l'artillerie et du génie de Metz.

### Activités représentatives
Il est élu Conseiller général du Tarn le 29 novembre 1845 (avec 141 voix sur 237 votants), puis il est réélu au cours de la seconde république le 27 août 1848 (avec 1812 voix sur 1867 votants). Par la suite il devient Président du conseil général du Tarn entre 1849 et 1852, en succédant au maréchal Soult.
Retiré à Saint-Lieux-lès-Lavaur dans son Château familial des Cambards après sa retraite définitive, il y meurt le 25 novembre 1871 à l'âge de 89 ans. Il est enterré dans le cimetière de la ville. Sa sépulture est réhabilitée par l'Association Nationale du Souvenir Français en 2013.

## Décorations
- Chevalier de l'Ordre royal et militaire de Saint-Louis le 18 août 1819[2].
- Chevalier de la Légion d'honneur le 6 août 1810.
- Officier de la Légion d'honneur le 9 novembre 1814.
- Commandeur de la Légion d'honneur le 22 février 1829[2].
- Commandeur de l'Ordre Royal du Sauveur (Grèce) le 30 juillet 1835[2].

## Hommage
La treizième promotion de l'École Nationale Supérieure des Ingénieurs de l'infrastructure Militaire a reçu le nom de Général Joseph-Victor Audoy le 4 juillet 2024.